# Сноуфлејк (Аризона)
Сноуфлејк (енгл. Snowflake) град је у америчкој савезној држави Аризона. По попису становништва из 2010. у њему је живело 5.590 становника.

## Демографија
Према попису становништва из 2010. у граду је живело 5.590 становника, што је 1.130 (25,3%) становника више него 2000. године.
| Група             | 2000.         | 2010.         |
| Белци             | 3.712 (83,2%) | 4.491 (80,3%) |
| Афроамериканци    | 12 (0,3%)     | 7 (0,1%)      |
| Азијати           | 22 (0,5%)     | 12 (0,2%)     |
| Хиспаноамериканци | 359 (8,0%)    | 661 (11,8%)   |
| Укупно            | 4.460         | 5.590         |